# Vincent Cheminaud
Vincent Cheminaud, né le 18 novembre 1993 à Mont-de-Marsan dans les Landes, est un jockey français. Il participe aux courses de plat et d'obstacles en France et à l'étranger.

## Carrière
Fils d'un jockey d'obstacles, Christophe Cheminaud (vainqueur de groupe 1 à Auteuil, notamment le Prix Alain-du-Breil en 2002), passé par l'AFASEC à Mont-de-Marsan, Vincent Cheminaud fait ses débuts, en plat, en mars 2010. Mais c'est sur les obstacles qu'il connaît une ascension fulgurante, remportant son premier groupe en 2013, à 20 ans (le Prix Robert Clermont-Tonnerre, groupe 3 à Auteuil), et dans la foulée son premier groupe 1 en steeple-chase (le Prix Ferdinand Dufaure, en selle sur Storm of Staintly, à chaque fois pour sa première participation. C'est avec le même Storm of Staintly qu'il s'adjuge le Grand Steeple-Chase de Paris l'année suivante, toujours pour sa première participation. Devenu l'un des meilleurs pilotes d'Auteuil, il se voit récompensé d'une Cravache d'or en 2014, avec 90 victoires.  
En 2015, à la surprise générale, il se met en selle sur Mexican Gold au départ d'un groupe 3 en plat, pour le compte d'André Fabre et de la casaque classique de Khalid Abdullah. N'ayant pas 70 victoires en plat, il est alors encore apprenti, bénéficiant d'une décharge au poids, ce qui ne l'empêche pas de s'imposer, pour sa première tentative à ce niveau. Ce changement de discipline est appelé à se pérenniser, Vincent Cheminaud déclarant mettre sa carrière en obstacles entre parenthèses. Et c'est en tant qu'apprenti, une première dans l'histoire des courses françaises, qu'il devient jockey classique, en s'adjugeant le Prix du Jockey Club aux commandes de New Bay, qui lui offrira également une troisième place dans le Prix de l'Arc de Triomphe. Il a, entretemps, perdu sa décharge, mais s'impose désormais comme le jockey numéro 1 de l'écurie Abdullah en France.  
En 2022, nouveau tournant dans son parcours lorsqu'il décide de poursuivre sa carrière aux États-Unis.   

## Palmarès sélectif en plat

### Groupe I
France
- Prix du Jockey Club – 1 – New Bay (2015)
- Prix du Moulin de Longchamp – 1 – Vadamos (2016)
- Prix Royal-Oak – 1 – Ice Breeze (2017)
- Prix Qatar Arabian Trophy des Pouliches – 1 – Al Fahda (2014)

 États-Unis
- Sword Dancer Stakes – 1 – Flintshire (2015)

### Groupe II
France
- Prix Guillaume d'Ornano – 1 – New Bay (2015)
- Prix D'Aumale – 1 – Antonoe (2015)
- Prix Niel – 1 – New Bay (2015)
- Prix Du Gros-Chêne – 1 – Son Cesio (2016)
- Prix Eugène Adam – 1 – Finche (2017)
- Prix du Muguet – 1 – Jimmy Two Times (2017)
- Prix Hocquart – 1 – Ice Breeze (2017)
- Prix Chaudenay – 1 – Ice Breeze (2017)
- Prix du Muguet – 1 – Plumatic (2019)
- Prix du Muguet – 1 – Duhail (2021)

### Groupe III
France
- Prix de la Grotte – 1 – Mexican Gold (2015)
- Prix Djebel – 1 – Cheikeljac (2016)
- Prix De La porte Maillot – 1 – Jimmy Tow Times (2016)
- Prix Messidor – 1 – Vadamos (2016)
- Prix Gontaut-Biron -1 - New Bay (2016)
- Prix Edmond Blanc  – 1 – Jimmy Two Times  (2017)
- Prix Imprudence  – 1 – Via Ravenna (2017)
- Prix Paul de Moussac – 1 – Trais Fluors (2017)
- Prix de Reux – 1 – Finche (2018)
- Prix De Flore – 1 – Ligne d'Or (2018)
- Prix Fille de L'Air – 1 – Gaining (2018)
- Prix_Daphnis – 1 – Delaware (2019)
- Prix_De_Lieurey – 1 – Cloudy Dawn (2021)

## Palmarès sélectif en obstacles

### Groupe I
- Grand Steeple-Chase de Paris – 1 – Storm of Staintly (2014)
- Prix Alain-du-Breil – 2 – Roll on Has (2014), Blue Dragon (2015)
- Prix Ferdinand Dufaure – 1 – Storm of Staintly (2013)
- Grand Prix d'Automne – 1 – Zarkandar (2014)

### Groupe II
- Prix des Drags – 1 – Princesse Kap (2014)
- Prix Congress – 1 – Bébé Star (2013)

### Groupe III
- Prix Edmond Barrachin – 2 – Storm of Staintly (2013), Geluroni (2014)
- Prix La Périchole – 2 – Storm of Staintly (2013), Geluroni (2014)
- Prix Questarabad – 2 – Roll on Has (2014), Blue Dragon (2015)
- Prix Robert Clermont-Tonnerre – 1 – Farlow des Mottes (2013)
- Prix Morgex – 1 – Storm of Staintly (2013)
- Prix Général de Saint-Didier – 1 – Roll on Has (2014)
- Prix Pierre de Lassus – 1 – Roll on Has (2014)